# Pierre Caziot

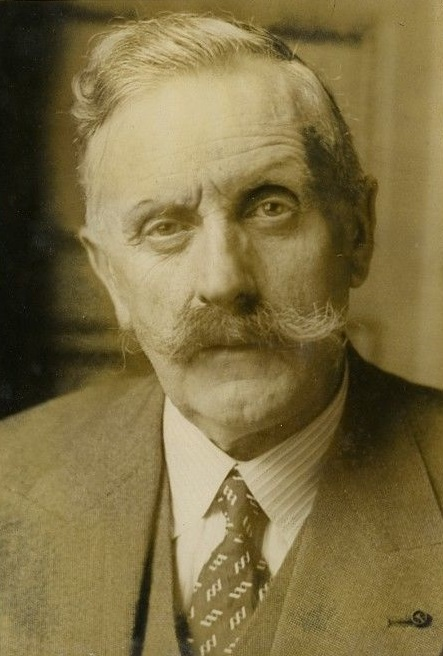
Pierre Caziot

Pierre Caziot (Crézancy-en-Sancerre, 24 september 1876 – 4 januari 1953) was een Franse landbouwingenieur en politicus. 
Caziot begon zijn carrière bij de Crédit foncier (1924) en het ministerie van Landbouw. Als advocaat en theoreticus van kleine familiebedrijven riep hij op tot maatregelen om de leegloop van het platteland te voorkomen en de oprichting van familiebedrijven te stimuleren. 
Tijdens het Vichy-regime was Caziot minister van Landbouw en Voedselvoorziening (10 juli 1940-13 december 1940) in het kabinet van Pierre Laval, daarna alleen minister van Landbouw van december 1940 tot april 1942 in de kabinetten van Pierre-Étienne Flandin en François Darlan.
Caziot wilde van de landbouw een van de pijlers van de nieuwe economische orde maken.
Hij kondigde de wet van 2 december 1940 af waarin de organisatie van boerderijcoöperaties werd geregeld en de wet van 9 maart 1941 waarin de hergroepering werd vergemakkelijkt. Hij tekende met Philippe Pétain, François Darlan, Yves Bouthillier, Charles Huntziger en Joseph Barthélémy de antisemitische wet van 2 juni 1941. In april 1942 trad Caziot af als minister. 
Caziot was zeer gekant tegen de productivistische richting die ingezet was door zijn opvolger Leroy Ladurie.
Hij werd op 19 maart 1947 veroordeeld tot gevangenisstraf, dégradation nationale en confiscatie van zijn bezittingen. Hij kreeg gratie nadat in nazi-archieven een telegram van Otto Abetz werd gevonden, waarin hij zich verzette tegen een vergaand beleid van samenwerking met de bezetters.  

## Redevoeringen
- Pierre Caziot, Discours prononcé le 1er décembre 1941 à Rodez à l’occasion de la création de l’union corporative régionale du Rouergue, 11 p.
- Pierre Caziot, Agriculture et corporation paysanne, conférence prononcée le 22 décembre 1941 à Vichy, Éditions du Secrétariat général à l’Information et à la Propagande.